# Martina Åkeson Wollbo
Martina Elisabet Åkeson Wollbo, född 19 november 1964 i Nacka församling, Stockholms län, är en svensk präst.

## Biografi
Martina Åkeson Wollbo föddes 1964 i Nacka församling.
Hon blev 1980 student vid Säveskolan och 1984 student vid Uppsala universitet. Åkeson Wollbo prästvigdes 1990. Hon blev i juni 1991 komminister i Stenkumla pastorat och i januari 2000 komminister i Väskinde församling. År 2013 blev hon kyrkoherde i Norra Gotlands pastorat och 2015 kontraktsprost i Nordertredingens kontrakt.
Åkeson Wollbo har vikarierat fem somrar som präst i Victoriaförsamlingen i Berlin.